# 索长阿
索长阿（?—?），又作索昌阿、曹常刚、草场，福满的第三子，觉昌安的三哥，努尔哈赤的三伯祖。
福满共有六子，被后世尊为六祖，索长阿本人被奉三祖。号“宁古塔贝勒”，索长阿居河洛噶善地方，他和四弟觉昌安都隶属于建州左卫王杲部下。一共有五个儿子：长子履泰（李泰、李岱）、次子武泰（务泰）、三子绰气阿朱古（绰奇阿注库）、四子龙敦、五子飞永敦（非英敦）。后代为红带子觉罗。龙敦次子伊巴礼的第七子是郎球，龙敦五子卦尔察的第二子是巴哈纳。后代吳達禮，康熙朝大臣。